# Rădășeni község
Rădășeni község romániai közigazgatási egység Suceava megyében, Moldovában. A községhez tartozik Lămășeni, Pocoleni és maga a névadó falu, a községközpont: Rădășeni.
Az 1950-es közigazgatási reformig Baia megyéhez tartozott.

## Elhelyezkedése
A legközelebbi nagyobb településtől, Falticsén (Fălticeni) várostól nyugatra 5, a megyeszékhely Szucsávától pedig délre 30-40 kilométer távolságra terül el.

## Lakossága
A 2011-es népszámlálás szerint a községnek - vagyis az azt alkotó három falunak - összesen 3575 lakosa volt, ami a korábbi, 2002-es népszámláláskor feljegyzett 4414 lakoshoz képest közel 20 százalékos csökkenést jelez. A lakosság több mint 98 százaléka (98,38 %) román nemzetiségű, a többiek nemzetiségi hovatartozáa nem ismert. A község 83,69 százaléka vallotta magát ortodoxnak, 14,68 százaléka más, vegyes, 1,62 % pedig ismeretlen.

## A község vezetése
A 13 tanácsosból és Neculai Perju polgármesterből álló községi vezetésbe 10 nemzeti liberális és 3 szociáldemokrata képviselő került be a 2016-os helyi választásokon.

## Fordítás
- Ez a szócikk részben vagy egészben  a   Comuna Rădășeni, Suceava című román Wikipédia-szócikk ezen változatának fordításán alapul.  Az eredeti cikk szerkesztőit annak laptörténete sorolja fel. Ez a jelzés csupán a megfogalmazás eredetét és a szerzői jogokat jelzi, nem szolgál a cikkben szereplő információk forrásmegjelöléseként.